# Real (antiga moeda brasileira)
Real (plural réis) foi a unidade monetária utilizada no Brasil desde sua colonização até 5 de outubro de 1942, quando foi substituída pelo cruzeiro na razão de 1 cruzeiro por 1 mil-réis.
Como essa unidade monetária não era fracionável (diferente do Real adotado em 1994, que se fraciona em centavos) o uso do termo réis, no plural, era predominante. Um real na realidade seria equivalente a um centavo, 100 réis é que seria equivalente a 1 real (a moeda atual, lembrando que esta comparação não é no sentido de conversão de moeda). O réis funcionava de maneira similar ao iene, moeda moderna que não é fracionária. Além disso, como essa unidade monetária circulou por um longo período de tempo em cédulas múltiplas de 1000, à época, tornou-se comum o uso do termo "mil-réis" (comumente pronunciado "mirréis" ou até "merréis") como se fosse uma única palavra ou uma nova unidade monetária. "Mil-réis" seria o equivalente hoje de forma genérica a "dez reais".
Conto de réis foi uma expressão adotada no Brasil e em Portugal para indicar um milhão de réis (Rs 1:000$000). Por se tratar de uma moeda não fracionária, de forma genérica e simplista um conto de réis equivaleria a "dez mil reais" numa comparação com a moeda moderna (e se ignorarmos a conversão de moeda) "Conto" deriva do latim computus, a conta dez vezes cem mil. Um conto de réis correspondia a mil vezes a importância de um mil-réis (Rs 1$000), sendo assim o real 1/1 000.000 de um conto de réis em representação matemática decimal atual.
Um conto de réis era uma quantia de grande valor intrínseco: em 1833, 2$500 era representado por uma oitava (equivalente a aproximadamente 3,59 gramas) de ouro de vinte e dois quilates, sendo que um conto de réis corresponderia a 1,4 quilogramas do mesmo material.

## Origens e primeiros anos
O real, cujo plural é "réis", foi a primeira moeda oficial do Brasil, utilizada desde o período colonial pelos portugueses, até 1 de novembro de 1942. No entanto, durante grande parte do período colonial, o Brasil utilizava uma mistura de moedas, incluindo a moeda espanhola (o peso), e até mesmo o ouro em pó, como meio de troca. A história do real está profundamente entrelaçada com a evolução econômica e política do país.

### Adoção pelo Brasil independente e consolidação
Com a independência do Brasil em 1822, o país continuou a utilizar o Real como sua unidade monetária oficial. Durante o século XIX, o governo brasileiro começou a cunhar suas próprias moedas em reais, consolidando a moeda como símbolo da soberania nacional. A moeda de mil-réis, que equivalia a 1 000 réis, tornou-se uma denominação comum e amplamente utilizada no comércio e nas transações diárias.

### Desvalorização e reforma monetária
O Governo Provisório republicano permitiu que alguns bancos emitissem cédulas. Este período ficou conhecido como período da "Pluralidade Bancária". As emissões multiplicaram-se desordenadamente, gerando inflação, o que resultou no retorno à ideia de um único emissor que, de 1892 a 1896, foi o Banco da República do Brasil. O valor da cédula de 30 mil-réis, que surgiu neste período, é comparável a "300 reais" hoje.
No início do século XX, o Real passou por diversas crises inflacionárias, resultando em uma contínua desvalorização da moeda. O processo inflacionário foi exacerbado por fatores econômicos e políticos, incluindo as crises econômicas globais, como a Grande Depressão. Essa desvalorização levou à necessidade de uma reforma monetária.
Em 1 de novembro de 1942, o Real foi finalmente substituído pelo Cruzeiro, na razão de 1 Cruzeiro para cada 1 000 mil-réis. Esta mudança marcou o fim da longa história do Real como moeda oficial do Brasil.

### Legado
O Real permaneceu como a moeda do Brasil por mais de quatro séculos, sendo testemunha de diversos períodos históricos importantes, desde o Brasil colonial, passando pela independência, o Império, e as várias fases da República. Apesar de ter sido substituído pelo Cruzeiro em 1942, o nome "Real" foi resgatado em 1994, quando uma nova moeda foi introduzida como parte do Plano Real, um programa de estabilização econômica que ajudou a controlar a hiperinflação no Brasil.

## Tesouro Nacional, Caixa de Conversão, Caixa de Estabilização e Banco do Brasil

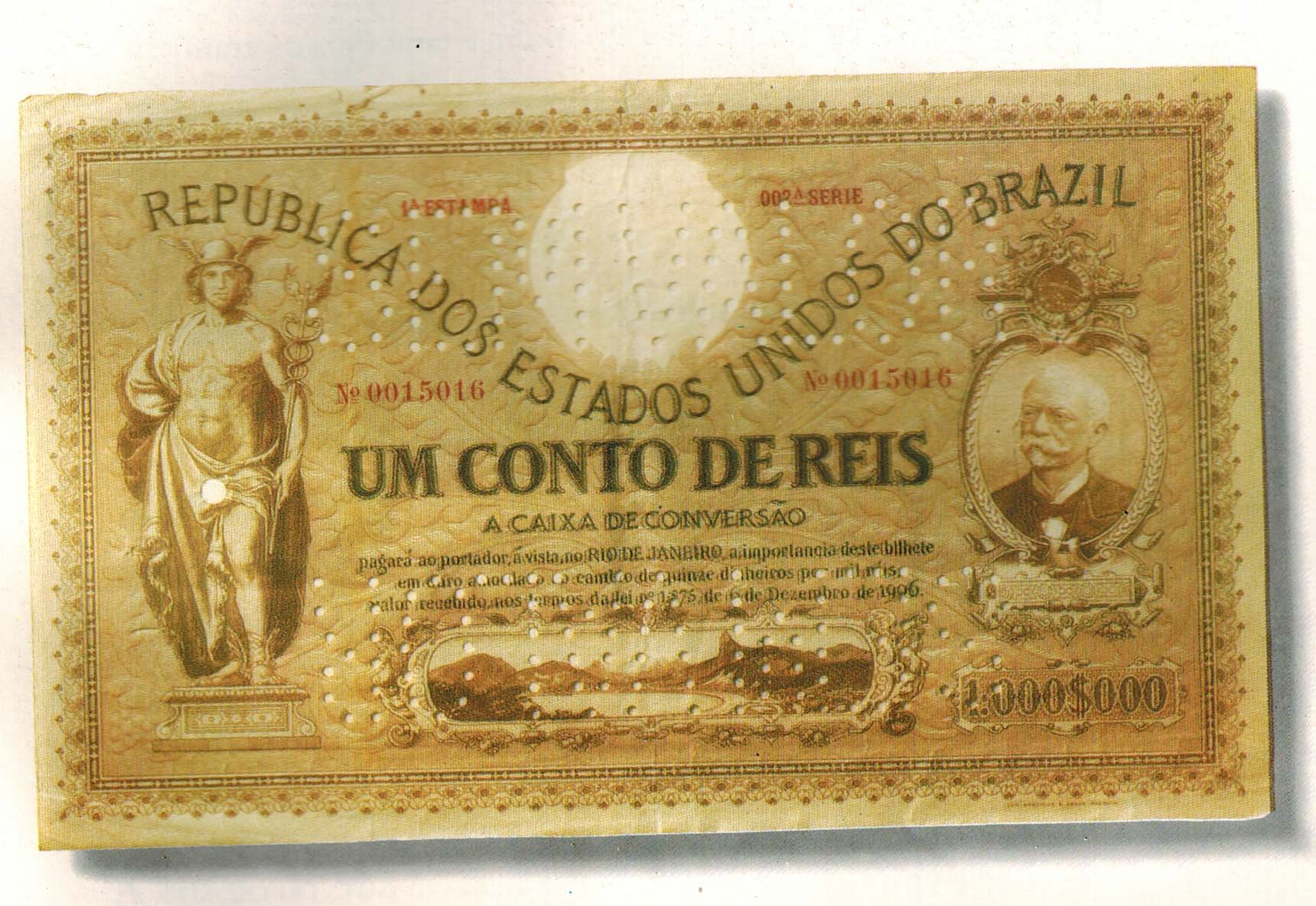
1:000$000 (1907) emitido pela Caixa de Conversão

Após a crise causada pela "Pluralidade Bancária", as emissões foram centralizadas no Tesouro Nacional. Como o mil-réis já estava bastante desgastado pela inflação, surgiu a ideia de se adotar uma moeda lastreada no Ouro, que se chamaria Cruzeiro. Para preparar o país para esta mudança foram emitidas cédulas de Mil-réis em nome da "Caixa de Conversão" e em nome da "Caixa de Estabilização".
O projeto do Cruzeiro-Ouro foi abandonado e as Cédulas da Caixa de Conversão e Estabilização foram incorporadas às demais cédulas do Tesouro Nacional. Também houve uma tentativa, na década de 1920, de se padronizar as cédulas em emissões assinadas pelo Banco do Brasil.

## Moedas
| Valor                            | Cara                             | Coroa                       | Cara                        | Coroa                       | Cara                        | Coroa |
| -------------------------------- | -------------------------------- | --------------------------- | --------------------------- | --------------------------- | --------------------------- | ----- |
| 100                              |                                  |                             |                             |                             |                             |       |
| 1871/Fundo Liso                  | 1871/Fundo Liso                  | 1936/Brasileiros Ilustres 1 | 1936/Brasileiros Ilustres 1 | 1940/Getúlio Vargas         | 1940/Getúlio Vargas         |       |
| 200                              |                                  |                             |                             |                             |                             |       |
| 1937/Brasileiros Ilustres 1      |                                  |                             |                             |                             |                             |       |
| 300                              |                                  |                             |                             |                             |                             |       |
| 1938/Brasileiros Ilustres 1      | 1938/Brasileiros Ilustres 1      | 1942/Getúlio Vargas         | 1942/Getúlio Vargas         |                             |                             |       |
| 400                              |                                  |                             |                             |                             |                             |       |
| 1918/República                   | 1918/República                   | 1936/Brasileiros Ilustres 1 | 1936/Brasileiros Ilustres 1 |                             |                             |       |
| 1000                             |                                  |                             |                             |                             |                             |       |
| 1922/Centenário da Independência | 1922/Centenário da Independência | 1931/Fortuna                | 1931/Fortuna                | 1938/Brasileiros Ilustres 1 | 1938/Brasileiros Ilustres 1 |       |
| 2000                             |                                  |                             |                             |                             |                             |       |
| 1938/Brasileiros Ilustres 1      | 1938/Brasileiros Ilustres 1      | 1939/Brasileiros Ilustres 2 | 1939/Brasileiros Ilustres 2 |                             |                             |       |
| 4000                             |                                  |                             |                             |                             |                             |       |
| 1812                             |                                  |                             |                             |                             |                             |       |

### Denominações especiais

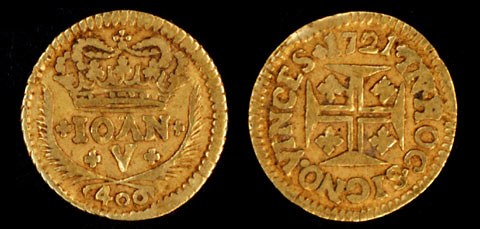
Moeda de 400 réis do período colonial (1721).

- Vintém - 20 réis (equivalente a "20 centavos")
- Tostão - 80 réis (período Colonial e Imperial); 100 réis (em cuproníquel emitida entre 1917 a 1932). Equivalente a "80 centavos" ou "1 real" de hoje.
- Pataca - 320 réis (equivalente hoje a "3 reais e 20 centavos)
- Cruzado - 400 / 480 réis (equivalente a "4 reais/4 reais e 80 centavos")
- Patacão - 960 réis (equivalente a "9 reais e 60 centavos")
- Dobra - 12 800 réis (12$800) (equivalente a "128 reais" de hoje)
- Dobrão - 20 000 réis (20$000) (equivalente a "200 reais")

### Moedas que se destacaram

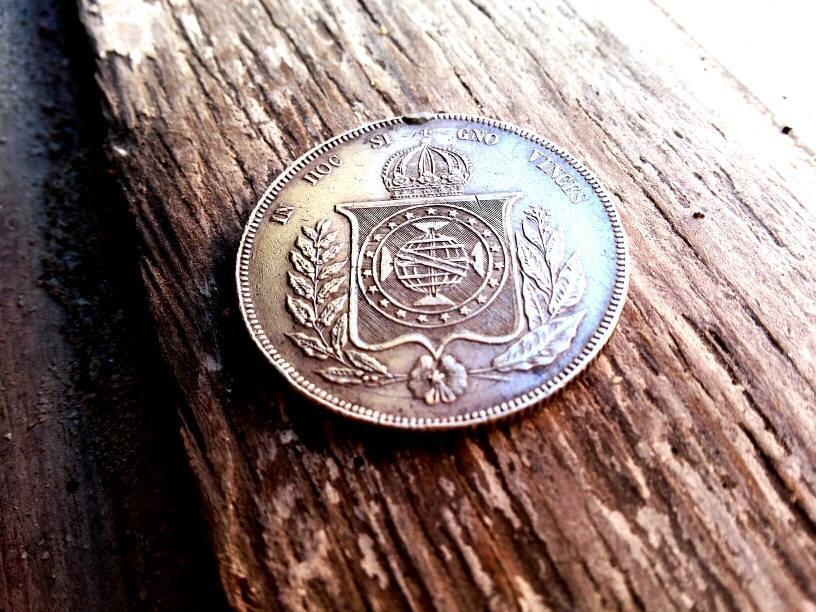
Anverso de moeda de prata de 1000 réis de 1866. Período do Segundo Reinado.

- 200 réis (1889 e 1900)

Família de moedas em cuproníquel composta por moedas de 100 e 200 réis com desenho aproveitado das moedas do final do II Reinado. O anverso passou a ter a legenda "15 de novembro de 1889" - data da Proclamação da República e o reverso teve o Brasão Imperial trocado pelas Armas Nacionais da República do Brasil. Como o real não era fracionável, pode ser comparado a "2 reais" de hoje.
- 400 réis (1901)

Moeda de maior valor da série batida em cuproníquel em 1901, encomendada à firma Basse & Selve, da Alemanha, que contratou serviços de diferentes Casas da Moeda estrangeiras. Foi cunhado um total de 161 250 000 peças, a maior produção de moedas do mundo, na época (única moeda brasileira em que a data está em algarismo romano - MCMI). A série é composta de moedas de 100, 200 e 400 Réis, com a figura da Abundância no anverso e efígie Representando a República no Reverso. Como o real não era fracionável, pode ser comparado a "4 reais" de hoje.
- 40 e 20 réis (até 1912)

A cunhagem das moedas de bronze, iniciada no final do Império, recomeçou no período republicano. As peças inovavam com a apresentação de legendas e temas diferentes, de acordo com o valor. Deixaram de ser cunhadas em 1912. A moeda de 20 Réis trazia o lema "Vintém Poupado, Vintém Ganho". A moeda de 40 Réis tem como lema "A Economia Faz a Prosperidade". Como o real não era fracionável, pode ser comparado a "20 centavos" e a "40 centavos" de hoje.
- Prata da República

Assim como as moedas de ouro, as de prata começaram a cair em desuso no meio circulante no período republicano, uma vez que o valor de face era depreciado pela inflação. A república abandonou as moedas de ouro em 1921 (moedas de 20$000 Réis). Já as moedas de prata continuaram em circulação até o fim do padrão Mil-réis (em 1942), sendo a última emissão em 1936, em uma moeda de 5$000 Réis homenageando Santos Dumont. No entanto o teor de prata era cada vez menor em sua composição (variando entre 50% e 60% de acordo com a moeda). É curioso observar que as moedas de prata de 1906 traziam marcado seu peso em apenas uma das faces.

## Cédulas

Seleção de cédulas com valores em réis
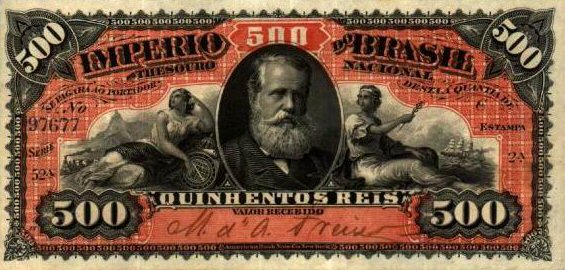
500 réis (1880; Dom Pedro II)
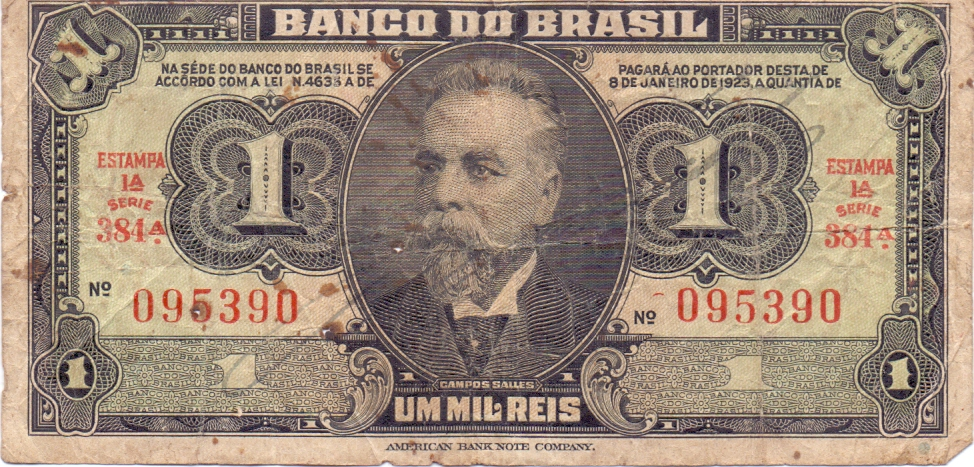
1$000 (Campos Sales)
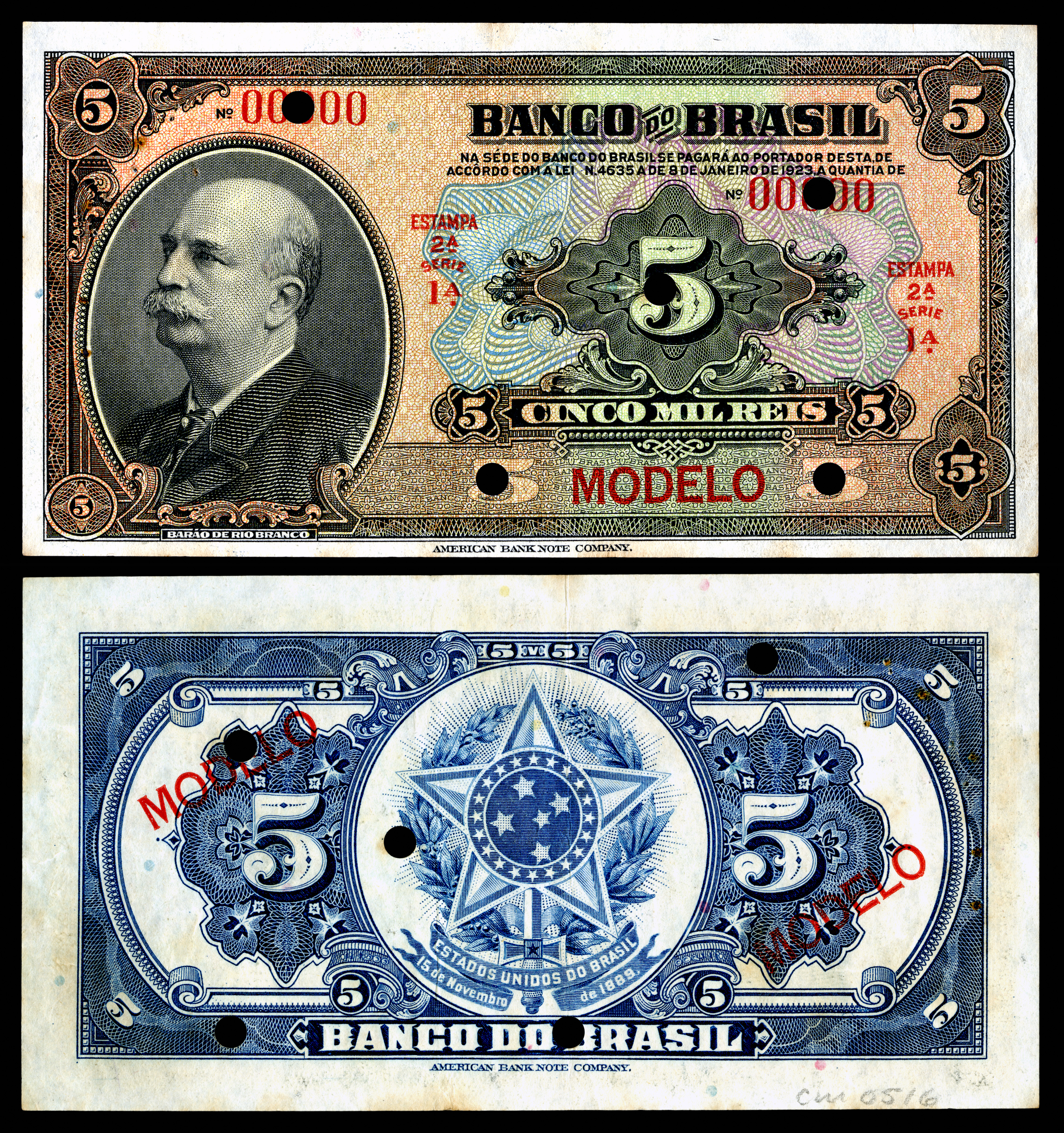
5$000 (modelo; Barão do Rio Branco)
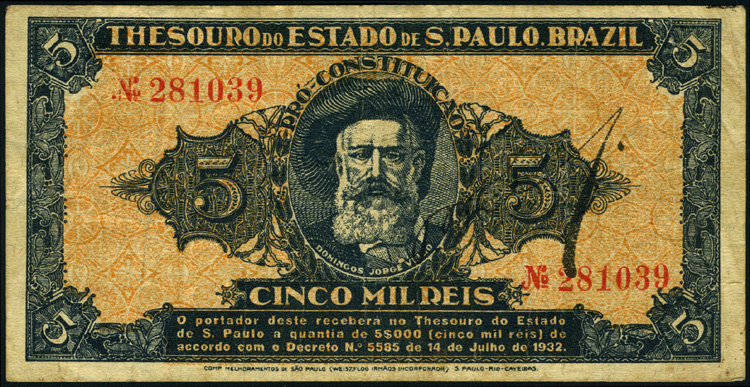
5$000 (Domingos Jorge Velho), Tesouro do Estado de São Paulo (emitida na revolução de 1932)
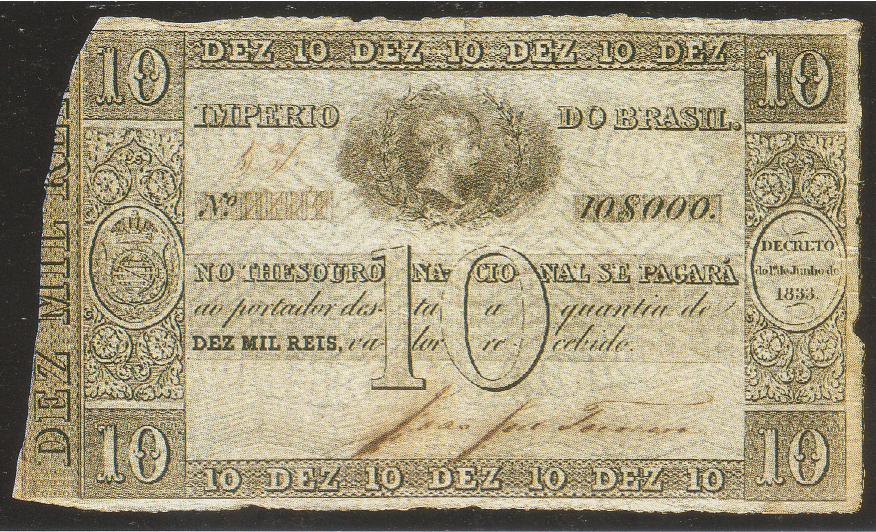
10$000 (1833), Tesouro Nacional
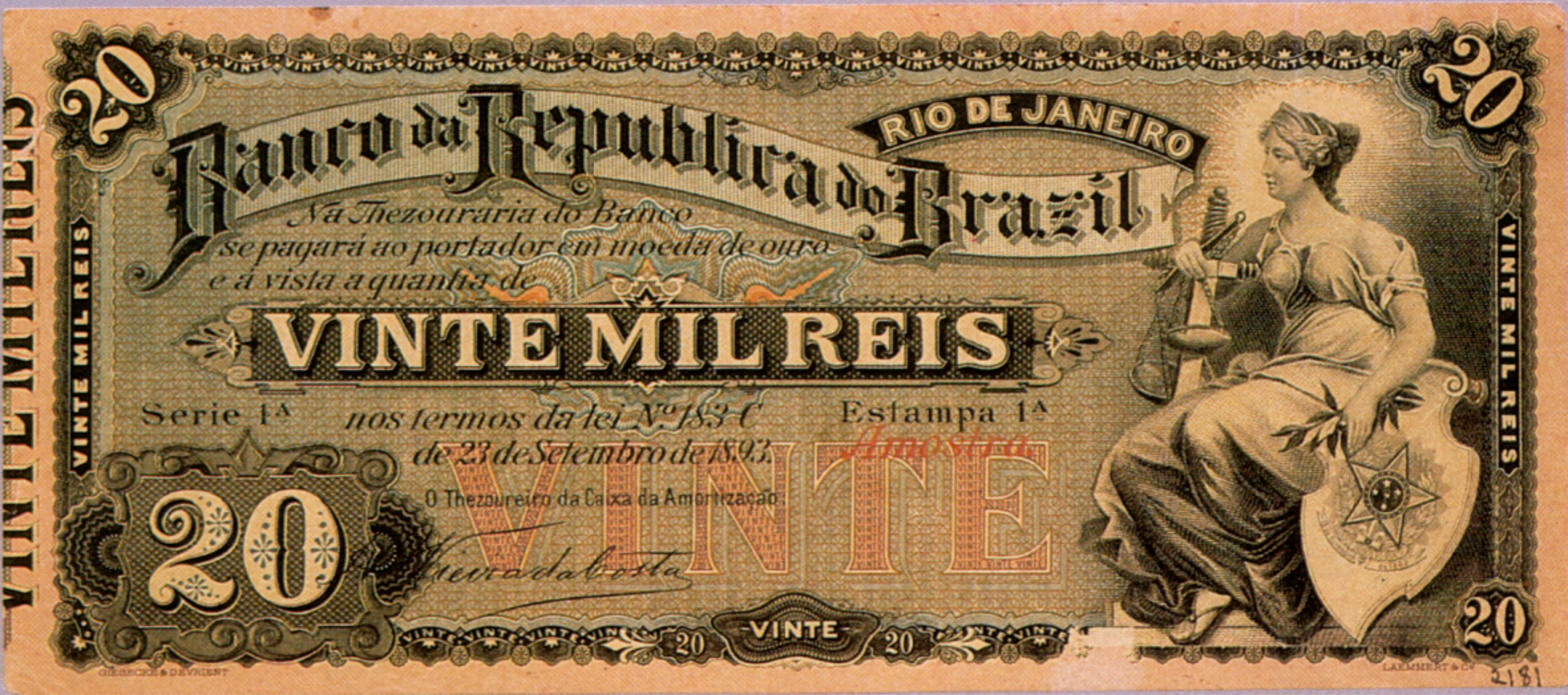
20$000 (1894; efígie da República segurando uma espada) emitido pela Caixa de Conversão
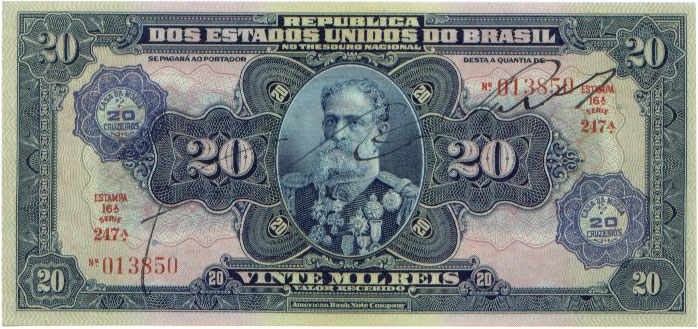
20$000 (1925; Deodoro da Fonseca). Retificada com carimbos para 20 cruzeiros após a reforma monetária de 1942.
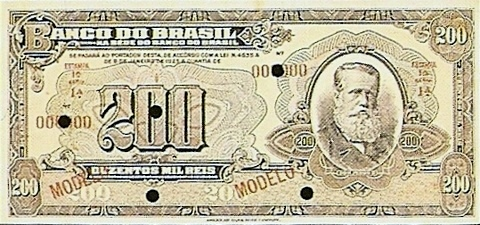
200$000 (Dom Pedro II)
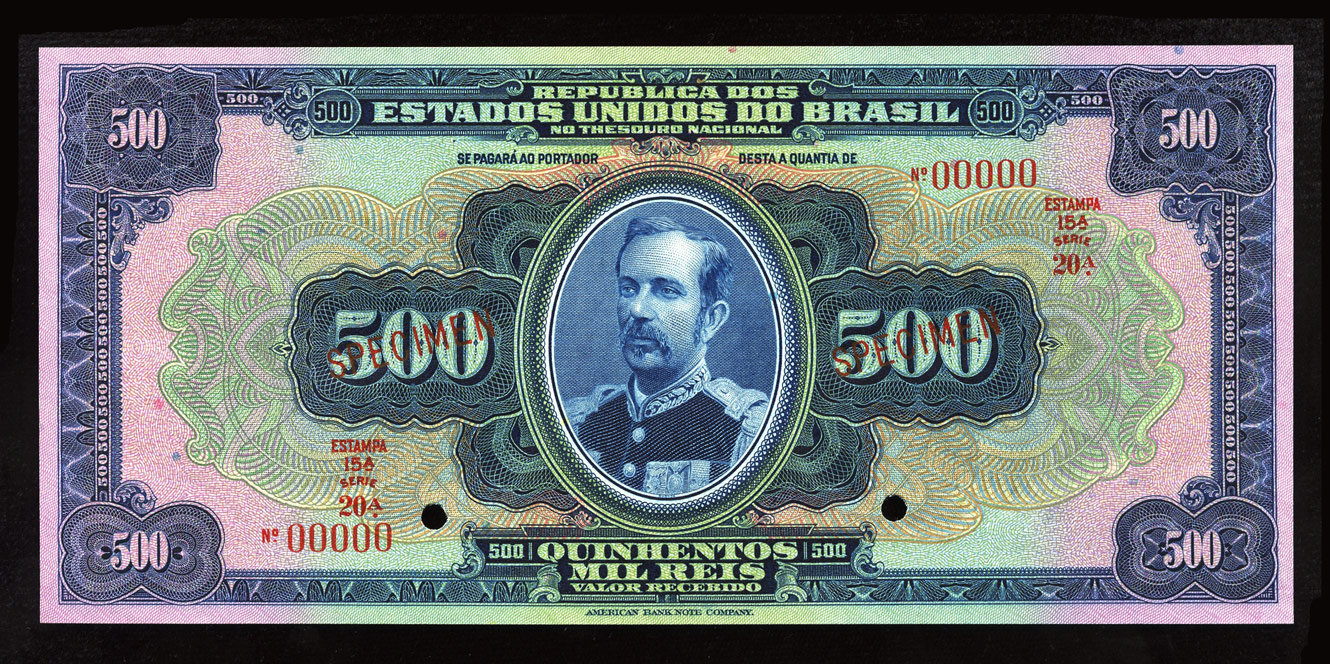
500$000 (1931; Floriano Peixoto)
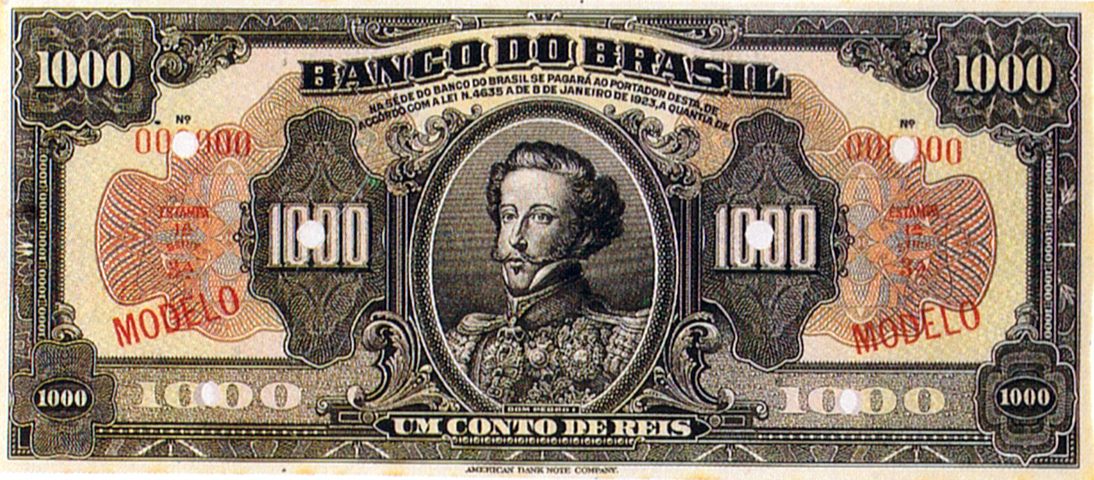
1:000$000 (1923; Dom Pedro I)

## Conversão a moedas atuais

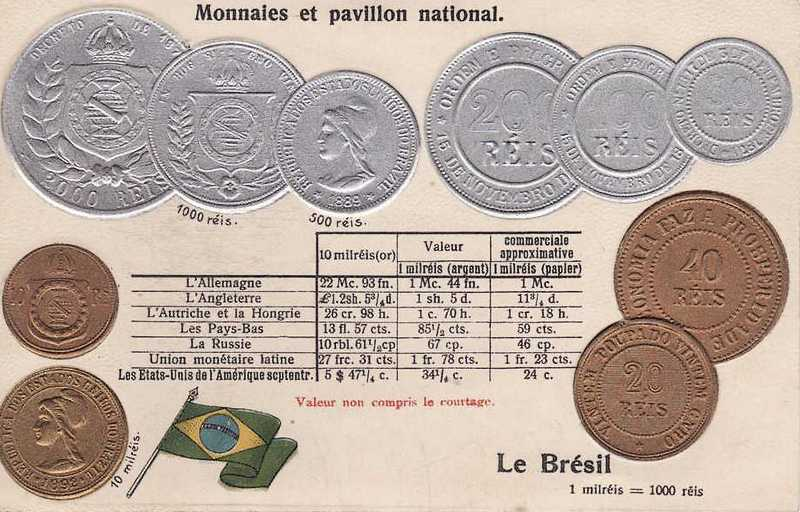
Cartão do início do século XX explicando conversão de valores para moedas estrangeiras.

No livro 1808, Laurentino Gomes faz uma conversão de réis em reais, baseando-se em outros autores que se empenharam para torná-la a mais próxima do valor atual, levando em consideração os valores da inflação. Cabe lembrar que a conversão, mesmo próxima, não é exata. O valor aproximado é o seguinte:
- 1 real (plural: réis) - R$ 0,123
- 1 mirréis (1$000; mil-réis) - R$ 123,00
- 1 conto de réis (1:000$000; mil mirréis) - 123 mil reais
- 900 contos de réis - 110,7 milhões de reais
- Em 1846, o Império conseguiu o 1º orçamento superavitário graças às novas rendas da Alfândega. Nessa época 1 saca de café era comprada por 12$000 réis e um escravo valia 350$000 réis, os escravos com habilidades (carpinteiro, fundidor, maquinista, etc.) valiam 715$000 réis.
- Em 1854, a receita total do Império foi de 35.000 contos de réis.
- Entre 1856 e 1862, em Vassouras, 1 conto de réis (1:000$000=1 milhão de réis) comprava 1 escravo.
- Em 1860, 1 conto de réis (1:000$000 = 1 milhão de réis) comprava 1 kg de ouro.
- Considerando que, em 15 de novembro de 1889, o menor salário mensal (de uma pessoa sem nenhum conhecimento) do Brasil Imperial era 25$000 Réis ou 22,5 gramas de ouro, ou para o caso do ouro cotado em R$ 130,00 o grama (2017) o salário mínimo seria de R$ 2 925,00 (2017), o salário de uma professora primária era 45$000 Réis (aproximadamente R$ 5 269,00), o salário mensal de um reitor ou professor secundário 167$000 Réis (R$ 19 555,00), o maior salário mensal do País em 300$000 Réis (R$ 35 125,00) e para fins de referência e cálculos toma-se aqui o ouro puro, ou seja, 9 (nove) gramas de ouro 24 quilates, em 15 de novembro de 1889 valiam 10$000 réis. Vale recordar que os valores expostos são meramente simbólicos e a conversão se baseia somente na cotação do ouro.